# Sterup Kirke
Sterup Kirke er en kirke i romansk stil beliggende i landsbyen Sterup i Sydslesvig i den nordtyske delstat Slesvig-Holsten. Kirken er viet til Sankt Laurentius. Sterup Kirke er sognekirke i Sterup Sogn.
Kirken ligger på et høj i sognebyen Sterup. Den er opført i romansk stil af mursten i 1200-tallet. I 1400-tallet blev skibet udvidet mod vest og koret blev tilbygget. I preussisk tid i 1888 kom det nuværende tårn til og afløste et ældre klokkestabel med to klokker. I kirkens indre er der bjælkeloft. Granitdøbefonten fra 1200-tallet er fra Sjælland. Den er forsynet med relieffer forestillende Kristi dåb og de hellige tre konger. Altertavlen er af udkåret træ, forestillende Kristi korsfæstelse. Prædikestolen fra 1626 er ligeledes et træskærerarbejde, forestillende Kristi og apostlene. Som en af få kirker i Angel råder Sterup Kirke over et sidealter ved korrummet. Sidealteret er fra 1500-tallet forestillende Sankt Anna med Jomfru Maria og Jesusbarnet samt apostlene i sidefelterne. Det nuværende orgel er fra 2010 og afløste et ældre instrument fra 1743. Orgelpulpituret fra 1743 er bemalet med 24 bibelske scener af Heinrich Nissen fra Arnæs. Kirken skal være indviet til Skt. Laurentius, hvis billede, udskåret i træ, endnu står i koret. I koret findes et ældre sakramentshus.
Kirkesproget i årene før 1864 var blandet dansk-tysk. Menigheden hører nu under den lutherske nordtyske kirke.
I 1888 blev der ved Sterup Kirke fundet mønter fra Valdemar 2.s regeringstid.